# 那加町
那加町（なかちょう）は、かつて岐阜県稲葉郡にあった町である。現在の各務原市那加地区。
1876年（明治9年）に大日本帝国陸軍第三師団砲兵演習場が、1917年（大正6年）に大日本帝国陸軍各務原飛行場（現航空自衛隊岐阜基地）が設置され、陸軍、及び軍需工場の町として繁栄した。1945年（昭和20年）6月22日に各務原飛行場が大規模な空襲（各務原空襲）を受けた際、中心地も被害を受けている。
那加町庁舎跡地には複合施設「TOUAMACHI KAIKAN」（旧各務原市東亜町会館）が建っている。

## 大字
- 新加納
- 長塚
- 山後
- 岩地
- 桐野
- 西市場
- 前洞
- 幸町
- 大平町
- 西野町
- 新那加町
- 西那加町
- 楽天地
- 本町
- 東那加町
- 日之出町
- 元町
- 吾妻町
- 東亜町
- 北栄町
- 栄町
- 南栄町
- 門前町
- 楠町
- 大東町
- 桜町
- 雲雀町
- 雄飛ケ丘
- 昭南町
- 織田町
- 信長町
- 手力町
- 入会地
- 新加納外六ケ所大字入会地
- 桐野外二ケ所大字入会地

## 歴史
- 中世、この地域（後の那加地区の一部に該当する桐野・岩地・西市場・山後・長塚・新加納・前野・北洞）は弓削田庄佐良木郷であったと推測される[3]。後に岩地・西市場・山後・長塚・新加納・前野・北洞は更木八ヶ村とも呼称されるようになる。
- 慶長5年（1600年） - 旗本坪内利定により新加納村に新加納陣屋が、旗本徳山則秀により西市場村に更木陣屋が設置される。
- 寛政年間、羽栗郡笠松村の吉田屋彦七により、更木八ヶ村入会地に更木新田が開発される[4]。
- 天明年間 - 吉田屋彦七により、更木八ヶ村入会地に影野新田が開発される[5]。
- 江戸時代後期、この地域は美濃国各務郡であり、旗本坪内氏領（長塚村、新加納村、影野新田など）、旗本徳山氏領（桐野村、岩地村、西市場村、山後村など）、天領（前野村、北洞村、更木新田など）であった[6]。また、他に更木八ヶ村入会地（後の那加町西市場外六ケ所大字入会地→那加町新加納外六ケ所大字入会地、那加町桐野外二ケ所大字入会地）があった。
- 1875年（明治8年）1月 - 北洞村と前野村が合併し、前洞村となる。
- 1884年（明治17年） - 西市場村、更木新田、桐野村、岩地村、山後村、長塚村、前洞村、影野新田、新加納村で組合役場を西市場村に設置[7]。
- 1889年（明治22年）7月1日 - 西市場村、更木新田、桐野村、岩地村、山後村、長塚村、前洞村、影野新田、新加納村が合併し、那加村となる。
- 1897年（明治30年）4月1日[8] - 厚見郡、各務郡、方県郡の一部が合併し、稲葉郡となる。
- 1920年（大正9年） - 影野新田が各務原飛行場の拡張により消滅[9]。
- 1935年（昭和10年） - 国勢調査による人口は7,869人。
- 1937年（昭和12年） - 川崎造船所飛行機部（後の川崎航空機工業）各務原分工場が各務原工場に昇格。社員及びその家族が、兵庫県から那加村に建設された社宅に移り、人口の著しい増加が始まる。
- 1940年（昭和15年）
  - 2月11日 - 町制施行。那加町となる[10]。
  - 10月 - 国勢調査による人口は12,913人。
- 1944年（昭和19年）2月11日、那加町西市場外六ケ所大字入会地の市街地の地域及び大字長塚で字名の改称と地番変更がおこなわれ、西市場外六ケ所大字入会地より幸町、大平町、西野町、新那加町、西那加町、楽天地、本町、東那加町、日之出町、元町、吾妻町、東亜町、北栄町、栄町、南栄町、門前町、楠町、大東町、桜町、雲雀町、雄飛ケ丘、昭南町、織田町、信長町、入会地を設置。大字長塚の手力雄神社の周辺をもって手力町を設置[11][12]。更木新田はこれらの字名の改称と地番変更により、新加納、幸町、太平町、西野町、西那加町、東那加町などの一部となり消滅[13]。
- 1963年（昭和38年）4月1日 - 蘇原町、稲羽町、鵜沼町と合併、市制施行。各務原市設立。同時に稲葉郡消滅。

## 交通

### 鉄道
- 国鉄高山本線
  - 那加駅
- 名古屋鉄道各務原線
  - 新加納駅・新那加駅・岐阜大学前駅（現・市民公園前駅）・各務原飛行場駅（現・各務原市役所前駅）

## 教育

### 小学校
- 那加町立那加第一小学校 （現・各務原市立那加第一小学校）
- 那加町立那加第二小学校 （現・各務原市立那加第二小学校）
- 那加町立那加第三小学校 （現・各務原市立那加第三小学校）

### 中学校
- 那加町立那加中学校 （現・各務原市立那加中学校）

### 高等学校
- 岐阜県立稲葉高等学校 （現在の岐阜県立岐阜各務野高等学校の前身校の一つ）

### 大学
- 岐阜大学工学部・農学部 （工学部は1981年、農学部は1982年に岐阜市柳戸に移転）

## 娯楽
- 那加映画劇場（那加東映） - 映画館
- 那加中央劇場 - 映画館

## 名所・旧跡

### 神社
- 手力雄神社（手力町）
- 日吉神社（新加納）
- 縣神社（長塚）
- 村上神社（長塚）
- 諏訪神社（桐野）
- 神明神社（西市場）
- 八幡神社（山後）
- 八幡神社（東亜町）
- 諏訪神社（岩地）
- 金刀比羅神社（西市場）
- 白山神社（前洞）
- 八幡神社（前洞）
- 御鍬神社（前洞）

### 仏閣
- 少林寺（新加納）

## 史跡
- 柄山古墳
- 新加納宿 - 中山道の鵜沼宿と加納宿の間に設置された間の宿
- 新加納陣屋
- 更木陣屋